# Hawaiʻi ponoʻī
Hawaiʻi Ponoʻī ("Nuestro Hawái" en idioma hawaiano) es el himno regional del estado de Hawái. 
Anteriormente fue el himno nacional del reino, la república y el territorio hawaiano, y ha seguido siendo el himno oficial de Hawái desde su anexión por parte de los Estados Unidos en 1898.

## Historia
La letra del himno fue escrita en 1874 por el rey Kalākaua, y compuesta por el capitán Henri Berger, entonces director de la banda real. 
Fue adoptado como himno nacional en 1876, reemplazando la composición de Liliuokalani "He Mele Lāhui Hawaiʻi" (Canción popular hawaiana).
Fue el himno del Territorio de Hawái antes de convertirse en el símbolo del estado mediante una ley de la Legislatura estatal hawaiana en 1967.
"Hawaiʻi Ponoʻī" se canta comúnmente en eventos deportivos en Hawái, inmediatamente después del himno nacional de Estados Unidos, así como también en muchas escuelas locales y en reuniones y eventos de organizaciones de servicios locales.